# 米尔丰特什新镇
米尔丰特什新镇是葡萄牙贝雅区的一个堂区。总面积75.88平方公里，总人口4258人，人口密度56.1人/平方公里。